# Hauptfriedhof (Kaiserslautern)
Der Hauptfriedhof in Kaiserslautern ist der größte Friedhof der Stadt. Der zwischen 1874 und 1918 angelegte alte Teil steht unter Denkmalschutz.

## Geschichte
Ein erster Friedhof in Kaiserslautern lag bei der Stiftskirche und soll bis 1580 belegt worden sein. Spätestens in dieser Zeit wurde außerhalb der Stadtmauern ein neuer Friedhof angelegt (heute Kreuzung Albrecht-/Mannheimer Straße). Dieser wurde 1677 erweitert und bestand bis in das frühe 19. Jahrhundert. 1834 verlegte man den Friedhof an die Friedenstraße und baute dort eine Einsegnungshalle. Nachdem dieser Friedhof nicht mehr ausgebaut werden konnte, suchte man Anfang der 1870er Jahre einen neuen Standort und fand diesen schließlich am Kahlenberg an der Mannheimer Straße im Osten der Stadt, wo bereits seit Mitte des 19. Jahrhunderts ein jüdischer Friedhof eingerichtet und seit 1870 ein Soldatenfriedhof angelegt worden war.
Angelegt war der Friedhof anfangs entlang der Mannheimer Straße als längsrechteckige Parkanlage mit orthogonalem Wegesystem um den alten jüdischen Friedhof. Die meisten Wege wurden von hohen Bäumen gesäumt. 1874 fand hier die erste Beisetzung statt.
Schon 1892 musste der Friedhof nach Norden und Osten erstmals erweitert werden. 1902 wurde die Anlage ein weiteres Mal nach Plänen von Eugen Bindewald erweitert. 1909 wurde der Friedhof nach Plänen von Hermann Hussong noch einmal vergrößert. Bei all diesen Erweiterungen wurde das Wegesystem erhalten und ausgebaut. Rondelle sollten die strenge Geometrie auflockern. In den folgenden Jahren wurde der Friedhof erneut vergrößert und südlich einer zentralen Ellipse mit Löwenbrunnen ein neuer Haupteingang geschaffen. 1912 folgte die Anlegung des Waldfriedhofs im Nordosten des Geländes in einem Mischwald nach Plänen von Hussong. In das leicht ansteigende Gelände wurde ein enges Wegenetz gelegt.
Im 20. Jahrhundert wurde der Friedhof mehrfach nach Norden und Osten erweitert. Unter Denkmalschutz steht nur der älteste Teil des Friedhofs, wie er bis 1918 entstand. Bis heute ist er von einer Sandsteinmauer umschlossen.

## Bauwerke

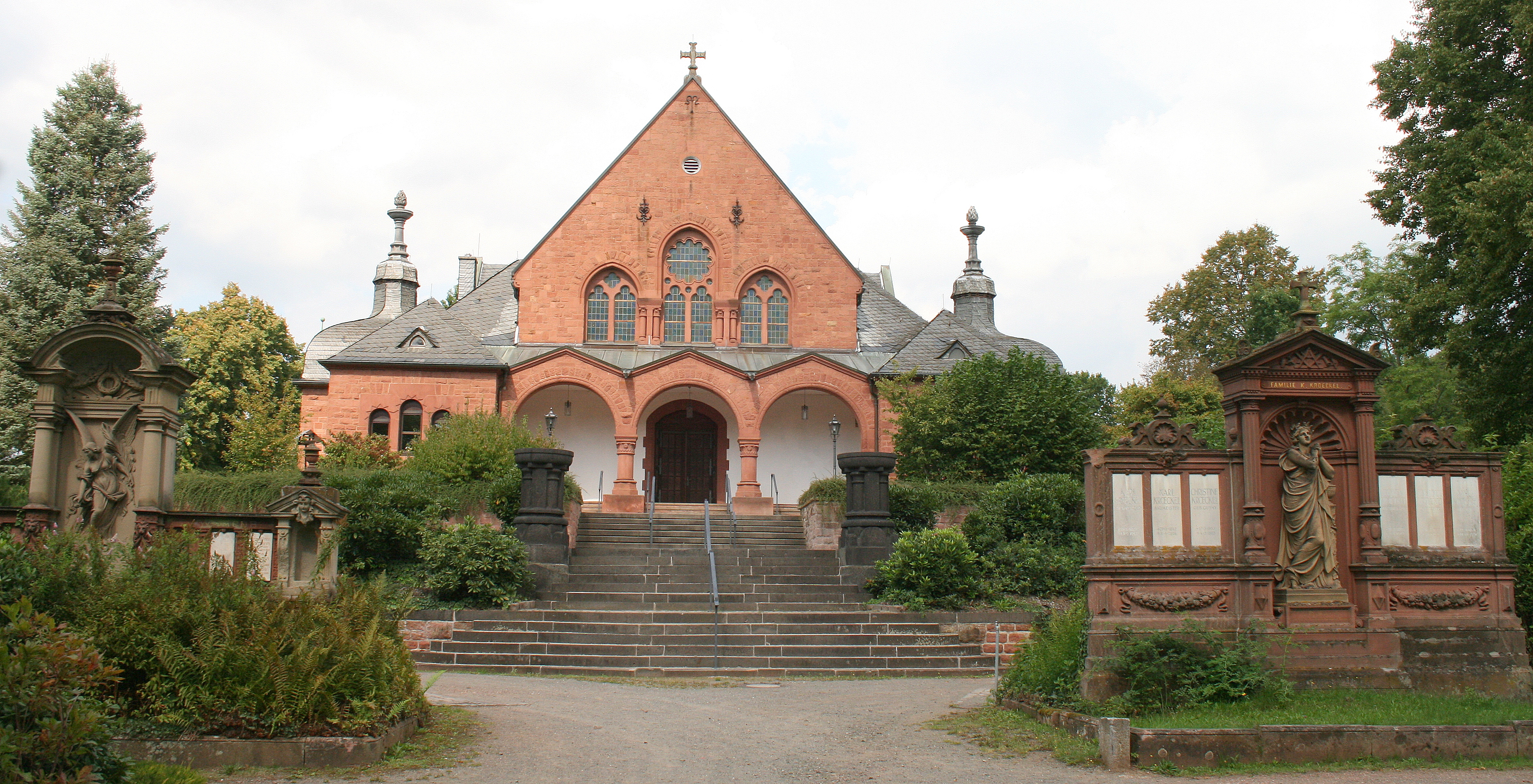
Friedhofskapelle (im Vordergrund links das Grabmal der Familie Johann Wilhelm Jacob, rechts das der Familie Karl Kroeckel)

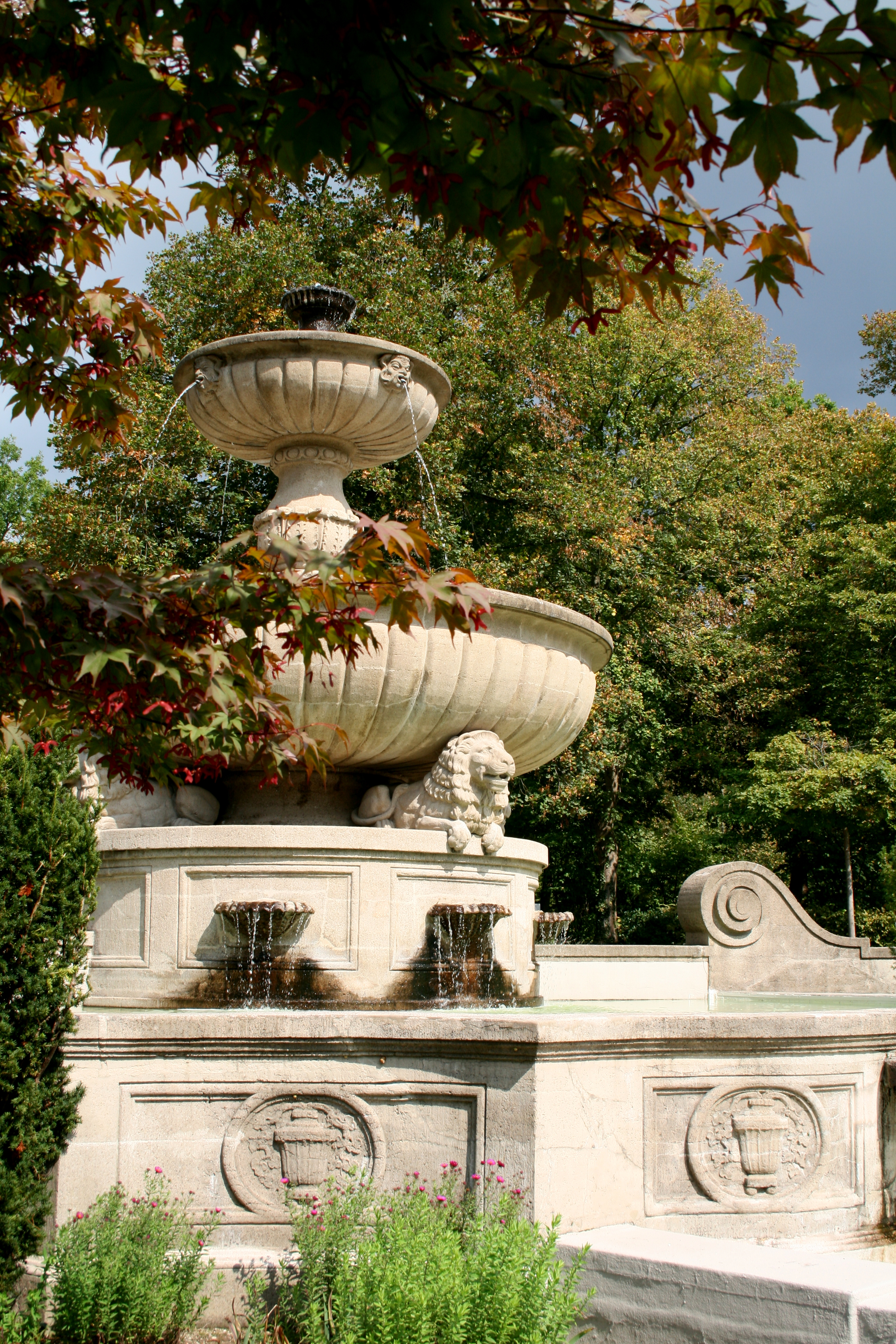
Löwenbrunnen

### Haupteingang
Der Haupteingang an der Mannheimer Straße wurde 1918 errichtet. Beiderseits eines zentralen Tores mit quadratischen Pfeilern sind zwei schmalere Durchlässe für Fußgänger. Daran schließen sich zwei konkav gewölbte Mauern an, die von einem Konsolenfries mit gerader Verdachung abgeschlossen werden. An den Mauern sind Sandsteinreliefs mit Evangelistensymbolen angebracht, die von Karl Gern geschaffen wurden.

### Löwenbrunnen
Der 1917/1918 von Karl Dick geschaffene Löwenbrunnen steht in der Eingangsachse des neuen Haupteinganges in der zentralen Ellipse. Der Schalenbrunnen wird aus zwei übereinander angeordneten muschelförmigen Schalen gebildet, die von vier Löwen auf einem runden Sockel getragen werden. Diesem vorgelagert sind zwei kaskadenartig abgestufte ovale Wasserbecken.

### Friedhofskapelle
Die Kapelle wurde in den Jahren 1903 bis 1905 nach Entwürfen von Stadtbaumeister Ernst Spieß errichtet und 1981 bis 1984 von Architekt Hermann Folz umgebaut und erweitert. Der prunkvolle Saalbau wurde über einem kreuzförmigen Grundriss aus Sandsteinquadern im historisierenden Stil mit Anklängen an Neugotik und Neuromanik errichtet. Die Giebelfassaden sind mit reichem Maßwerk geschmückt. Auf dem geschieferten Satteldach sitzt zentral ein hoher schmaler Dachreiter. Zu beiden Seiten des hoch aufragenden Gebäudes sind niedrige Anbauten platziert. Von einer ovalen Terrasse mit Freitreppe steigt man zum Haupteingang empor, der in einem Portikus mit Rundbögen liegt.

### Friedhofskreuz
In der Eingangsachse der Friedhofskapelle steht ein 1874 geschaffenes Friedhofskreuz. Das Sandsteinkreuz mit Sockel wurde in historisierenden Formen mit einer Inschrift ausgeführt.

### Unterstand
In der Nähe des Haupteinganges errichtete Hermann Hussong 1912 einen Unterstand in Form einer Säulenhalle. Das Gebäude ist nach drei Seiten geschlossen, in der vierten Seite tragen vier dorische Säulen einen Architrav, der eine Pergola stützt. Der Pavillon steht auf einer Hochterrasse mit polygonaler Sandsteinbrüstung.

### Pavillon
Im Bereich des Waldfriedhofs errichtete Hussong 1912 im Zuge der Erweiterung einen kleinen Pavillon auf oktogonalem Grundriss. Das kleine Gebäude mit zeitgenössischer Ausmalung im Inneren besitzt ein geschiefertes Dach mit zentralem Reiter.

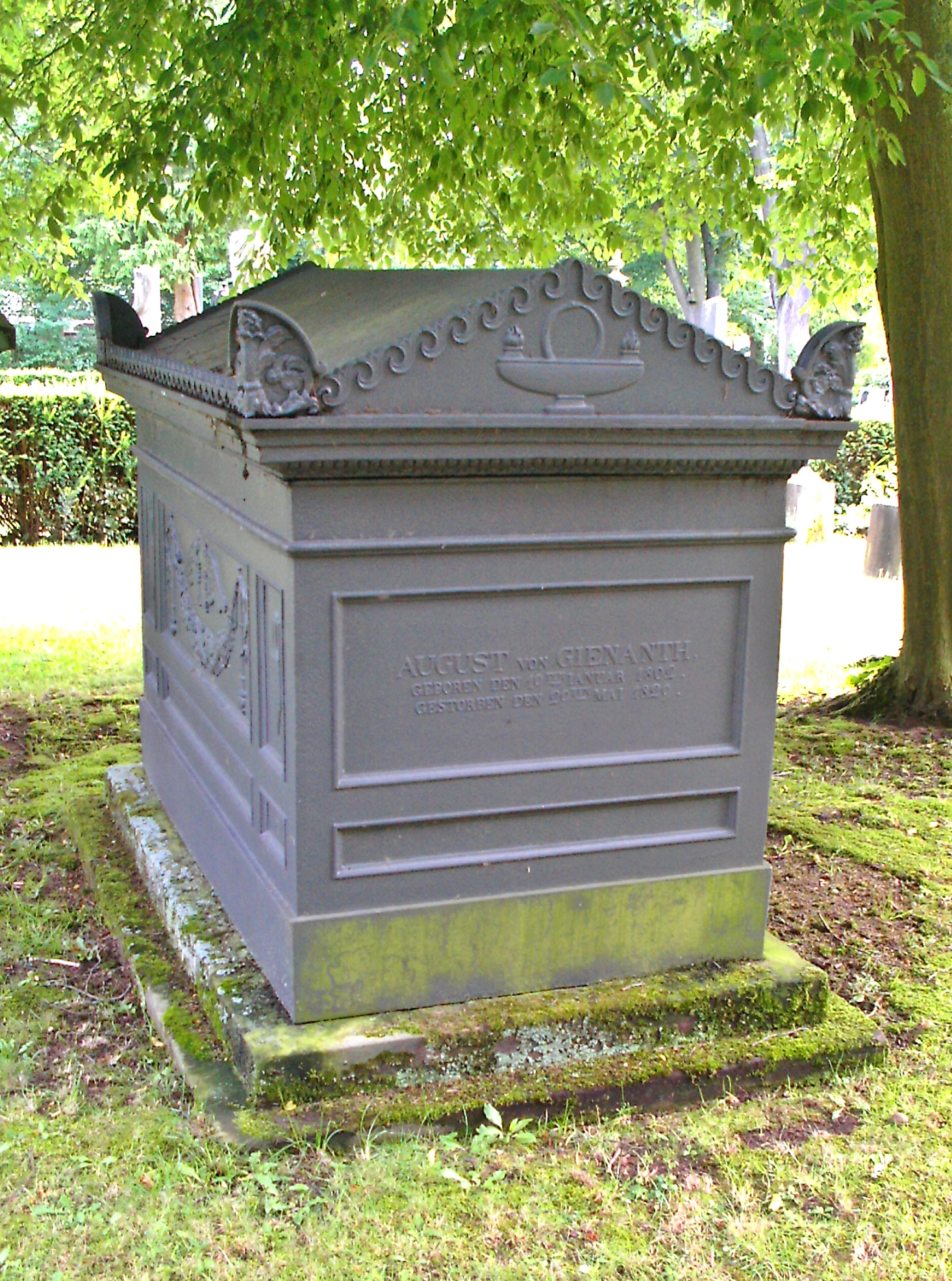
Eines der ältesten Grabmäler: Eisensarkophag aus dem Jahr 1829

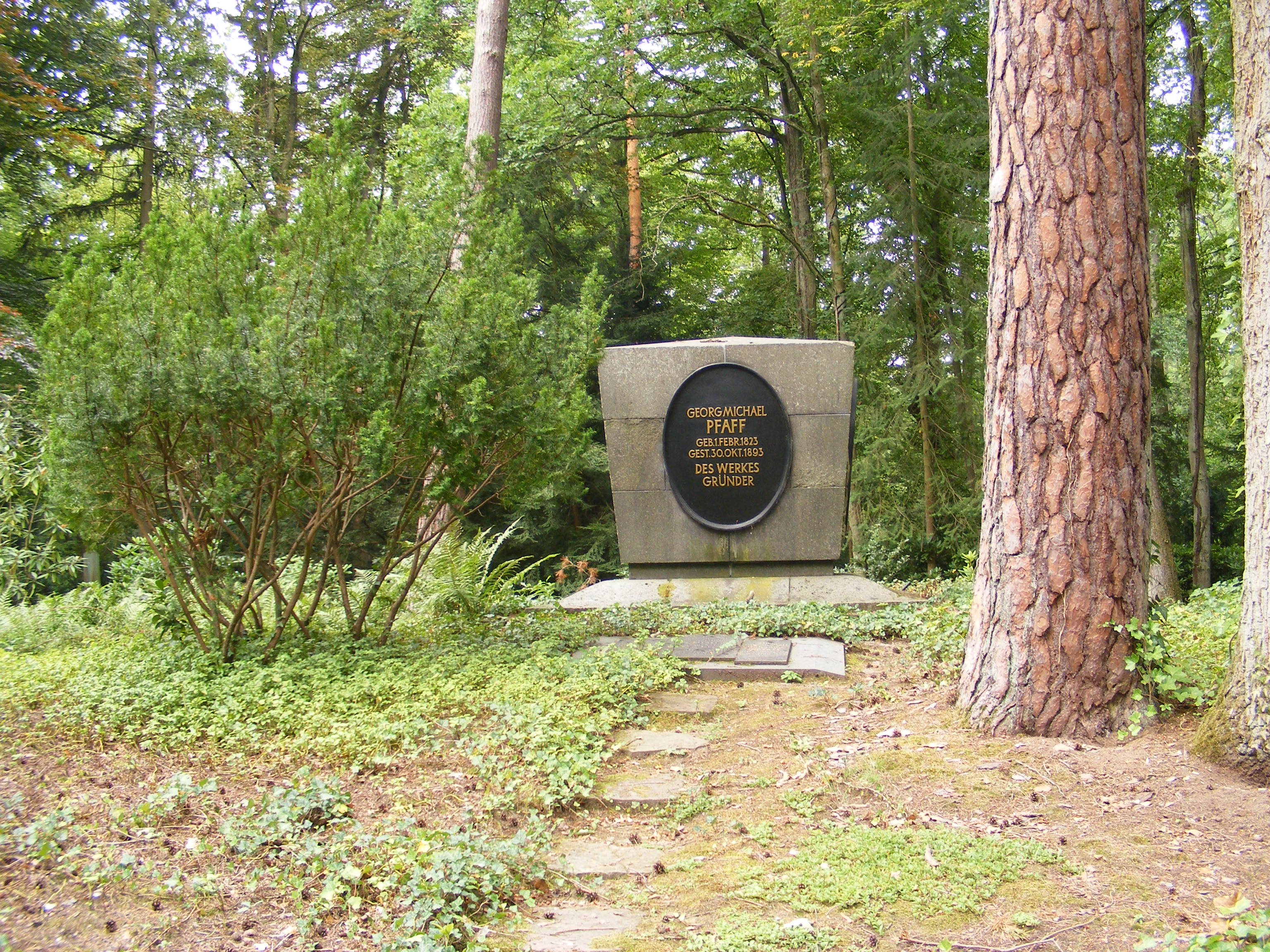
Grabmal von Georg Michael Pfaff

### Grabkapelle Familie Karl Huber
Die Grabkapelle wurde um 1925 nach Plänen von Hussong erbaut. Über der Familiengruft mit expressionistisch dekorierter Bronzetür erhebt sich eine Hochterrasse auf der sich eine Grabkapelle mit halbrundem Abschluss auf der Nordseite befindet. Der verputzte Saalbau mit geschiefertem Walmdach und Dachreiter wird über ein Portal mit Blendgiebel betreten. Darüber findet sich das Familienwappen.

## Denkmäler

### Ehrenfeld und Kriegerdenkmal
Nördlich des jüdischen Friedhofs liegt ein Ehrenfeld für die Gefangenen des Deutsch-Französischen Krieges von 1870/71. Auf einem Rasenfeld wurden gusseiserne Kreuze auf Sandsteinsockeln aufgestellt. Außerdem erinnert ein von Jakob Menges 1878 geschaffenes Kriegerdenkmal an die Opfer des Krieges. Auf einem gestuften Sockel wurde eine quadratische Säule mit den Namen der Toten aufgestellt. Darauf eine überlebensgroße Statue der Germania mit Mauerkrone, Schwert und Siegerkranz in einem faltenreichen Kleid.

### Ehrenfriedhof
Im neueren Teil des Friedhofs nördlich des Waldfriedhofs entstand 1953 ein Ehrenfriedhof für die Gefallenen der beiden Weltkriege. Im Zentrum der gestuften Anlage mit drei Terrassen steht ein Denkmal aus rotem Sandstein. Drei Pylone flankieren zwei Treppen. Auf der Stirnseite des mittleren Pylons Relief mit Pieta von Jakob Menges und darauf ein Holzkreuz. Nördlich und südlich vorgelagert sind dem Denkmal zwei Gräberfelder. Westlich davon befindet sich ein Ehrenfeld für die russischen Opfer des Faschismus. Im Zentrum steht ein quaderförmiges Denkmal aus Sandstein mit einem umlaufenden Band mit kyrillischer Inschrift.

## Grabmale und Künstler
Viele der monumentalen Grabmäler wurden in den Jahren 1890 bis 1920 geschaffen. Ein nicht unwesentlicher Teil der kunsthistorisch wertvollen Bildhauerarbeiten aus der Zeit des Historismus stammen von Jakob Menges oder Karl Menges. Zu den ältesten Grabmalen des Friedhofs gehört ein aus dem Jahr 1829 stammender Eisensarkophag für August von Gienanth. Dieser wurde vom älteren Friedhof hierher transloziert. Rund 60 Grabmonumente sind geschützte Denkmäler. Zu den bedeutendsten gehören:
- Grabmal der Familie Franz Karcher von 1886: Sandstein-Ädikula auf hohem Sockel mit Bronzeputten
- Grabmal der Familie Philipp Karcher von 1894: Ädikula aus Marmor mit Wappenfeld, davor trauernde weibliche Gewandfigur in Bronze
- Grabmal der Familie Carl Cafitz: Grammonument aus gelbem und rotem Sandstein. Dreigeteilt mit erhöhter Ädikula im Mittelteil, darin in einer Nische trauernde Gewandfigur
- Grabmal der Familie Emil Braun: Lebensgroße trauernde Figur sitzend auf einem Postament mit abgebrochener Marmorsäule
- Grabmal der Familie Jakob Menges: Dreigeteiltes Monument mit erhöhtem Mittelteil, darin in einer Nische stilisierte Urne. Auf den Seitenteilen Kopfbildnisse des Ehepaares in Form von Tondi
- Grabmal der Familie Karl Kroeckel: Grabmonument aus rotem Sandstein. Im erhöhten Mittelteil Ädikula mit Nische in der eine lebensgroße Gewandfigur aus gelbem Sandstein steht
- Grabmal der Familie Ritter: dreiteilige Anlage mit historisierenden Formen aus Gussstein. Gewölbte Mauer mit erhöhter Stele im Mittelteil
- Grabmal der Familie Georg Michael Pfaff: auf einem kleinen Hügel kubischer Grabstein mit Bronzetondi und floralem Dekor im Stil des Expressionismus